# Bulbophyllum calyptropus
Bulbophyllum calyptropus là một loài phong lan thuộc chi Bulbophyllum.